# Białe Jezioro (powiat czarnkowsko-trzcianecki)
Białe Jezioro – zbiornik wodny (sztuczny) w woj. wielkopolskim, w powiecie czarnkowsko-trzcianeckim, w gminie Wieleń, leżący na terenie Kotliny Gorzowskiej i Puszczy Noteckiej.

## Dane morfometryczne
Powierzchnia zwierciadła wody według różnych źródeł wynosi od 97,32ha przez 98,5 ha lub 108,8 ha do 115,25 ha (ogólna).
Zwierciadło wody położone jest na wysokości 52,7 m n.p.m. Średnia głębokość jeziora wynosi 1,3 m, natomiast głębokość maksymalna 2,7 m lub 2,9 m.
Na podstawie badań przeprowadzonych w 2002 roku wody jeziora zaliczono do III klasy czystości.

## Hydronimia
Według urzędowego spisu opracowanego przez Komisję Nazw Miejscowości i Obiektów Fizjograficznych (KNMiOF) zbiornik ten klasyfikowany jest jako zbiornik wodny (sztuczny) o nazwie Białe Jezioro. W różnych publikacjach zbiornik ten nazywany jest jeziorem. Część źródeł wymienia oboczną nazwę jeziora – Jezioro Bialskie. Na mapach topograficznych pojawia się też nazwa Jezioro Białe.